# سنجق

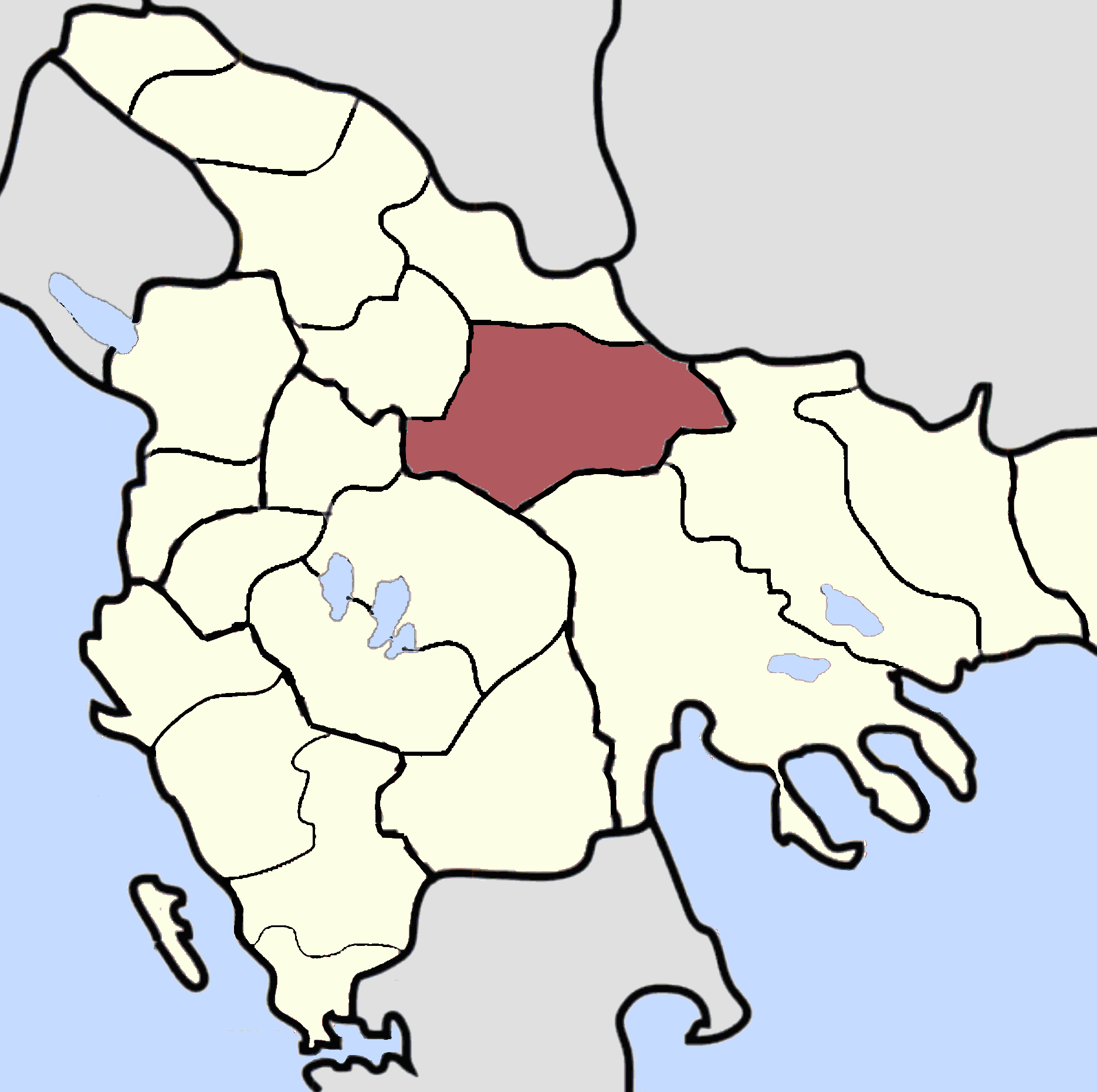

السَّنْجَق (بالتركية العثمانية: سنجاق، وبالتركية: Sancağı) كان أحد التقسيمات الإدارية في الدولة العثمانية، ويعني المنطقة أو المقاطعة بالعربية، كما اشتهر باسم لواء، ويعني العلم أو الراية، وهو الاسم الذي أطلقه العرب على هذه التقسيمات الإدارية والتي عُرفت جميعها فيما بعد بالألوية، حيث قُسمت الدولة العثمانية إلى محافظات، عُرفت الواحدة منهم باسم الإيالة ثم الولاية فيما بعد، وقُسمت هذه الإيالات داخليًا إلى سناجق، عُرفت كذلك باسم الألوية، وعلى رأس كل منها مُمثلًا للسلطة العثمانية حمل لقب سنجق بكي، أو المُتصرّف بالعربية، قُسّمت داخليًا إلى إقطاعيات أُطلق على الواحدة منها اسم تيمار، وهي أراض ممنوحة من قِبل الدولة العثمانية لعلية القوم، ويُطلق على مالك هذه الإقطاعية لقب تيماريوت، والتي قُسمت إداريًا بالتبعية لمساحات أصغر من الأراضي أُطلق على الواحدة منها اسم قاضيلوق، أي المناطق التي يُشرف أحد القضاة على إدارتها.
جدير بالذكر، أن إقليم السنجق (بالسيريلية:Санџак، وبالبوسنية: Sandžak) الواقع في منطقة البلقان استمد اسمه من كينونته العثمانية القديمة، كسنجاق نوڤي پازار.

## الأسماء
استُخدم مصطلح لواء العربي كمرادف لكلمة سنجاق التركية العثمانية، حيث ظل المرادف العربي مُستخدمًا في الدول العربية الواقعة تحت حكم الدولة العثمانية حتى بعد زوال الأخيرة، إلى أن تم استبداله تدريجيًا بمصطلحات أخرى شبيهة، كمصطلحي قضاء ومنطقة حتى زال التقسيم الإداري المعروف باللواء نهائيًا إلا في الأردن، كما أنه ما زال مُستخدمُا في سوريا، وذلك للإشارة إلى محافظة هتاي الممنوحة من قِبل الانتداب الفرنسي للحكومة التركية في أعقاب توقيع معاهدة لوزان عام 1923، والذي عُرف وقتها باسم لواء إسكندرون.
حسين علي 
نتاةووىيثفغ
ننتلققغه
نتلرررى
مهعغبررة
كمنتاةى
تاةةى
ننال
نتال
نزوة

## الانتداب الفرنسي على سوريا ولبنان
- لواء إسكندرون

## أعلام
- حسن محمد البوريني